# دوري أندورا الممتاز 2018–19
دوري أندورا الممتاز 2018–19 هو الموسم 24 من  دوري أندورا الممتاز. أقيم خلال الفترة 16 سبتمبر 2018 وحتى 19 مايو 2019، والذي يشرف على تنظيمه اتحاد أندورا لكرة القدم، وكان عدد الأندية المشاركة فيه  8، وفاز فيه نادي سانتا كولوما.